# Северный поход Святослава Всеволодовича
Северный поход Святослава Всеволодовича — военная кампания черниговских Ольговичей в союзе с новгородцами и половцами в 1180—1181 годах, призванная путём последовательной концентрации сил на разных направлениях решить в свою пользу разногласия со всеми тремя их противниками. Пресняковым А. Е. названа фантастической попыткой предпринять борьбу с южными Мономаховичами и Всеволодом суздальским.
На протяжении примерно полугода 2 из 3 группировок войск последовательно концентрировались против каждого из двух противников, при этом пройдя от 1,5 до 2 тысяч км каждая, и 2 из них (сменяемые) использовались для прикрытия Черниговского княжества от вторжений других противников. Однако оборонявшимся удалось избежать столкновений в невыгодных для себя условиях. Святослав не смог сохранить своё влияние в Рязани и Новгороде, но добился выделения своему сыну Глебу владений на правобережье Днепра.

## Предыстория
Признававший права на Киев первородного Мономаховича Мстислава Изяславича, в 1169 году во время взятия Киева Андреем Боголюбским Святослав бездействовал, а в 1173 году изгонял из Киева Ярослава Изяславича, признанного старшим смоленскими Ростиславичами. С 1164 до 1180 года Святослав противостоял претензиям своего двоюродного брата Олега Новгород-Северского на черниговские волости, прежде всего Стародуб, поддерживаемым Ярославом и Ростиславичами. Но после смерти Олега в 1180 году его брат и преемник Игорь и остальные Святославичи прочно находились в союзе со Святославом.
В 1176 году под предлогом наказания Давыда Ростиславича за неудачные действия против половцев отнял у Романа Ростиславича киевское княжение, затем атаковал Белгород, но безуспешно. Однако, к идее изгнания Ростиславичей из Киевской земли Святослав вернулся в 1180 году.
В 1180 году на Днепре Святослав напал на Давыда, когда оба были на ловах по двум его берегам. Война была объявлена. Святослав уехал из Киева в Чернигов, где собрал братьев с их войсками. В освободившийся Киев въехал Рюрик Ростиславич, которому на помощь пришли Всеволод и Ингварь Ярославичи луцкие и галицкое войско, но в наступление Рюрик не перешёл. Примечательно, что Святослав, стремясь к вытеснению Ростиславичей из Киевской земли, не остановился перед тем, чтобы пожертвовать самим Киевом. Основные усилия Святослав планировал направить не на своего главного противника Рюрика, а на его старшего брата и главу смоленских Ростиславичей Романа. Рюрик даже счёл возможным послать тому на помощь брата Давыда.
Однако, в июне 1180 года почти одновременно умерли Роман в Смоленске и Мстислав Ростиславич в Новгороде. Святослав отложил поход на полгода. Новгородским князем 17 августа стал черниговский княжич Владимир Святославич. Между тем Всеволод суздальский, пришедший к власти во Владимире во многом благодаря Святославу Всеволодовичу, начал проводить независимую от черниговской политику в Рязанском княжестве, несмотря на то, что Роман Глебович рязанский, стремящийся к концентрации власти за счёт своих младших братьев, был женат на дочери Святослава. Когда Святослав послал к Всеволоду для переговоров сына Глеба, Всеволод захватил его в плен, дав повод к военным действиям. То есть в течение 1180 года Святослав получил доступ к военным ресурсам Новгородской земли, но и количество его противников увеличилось.

## Основные эпизоды

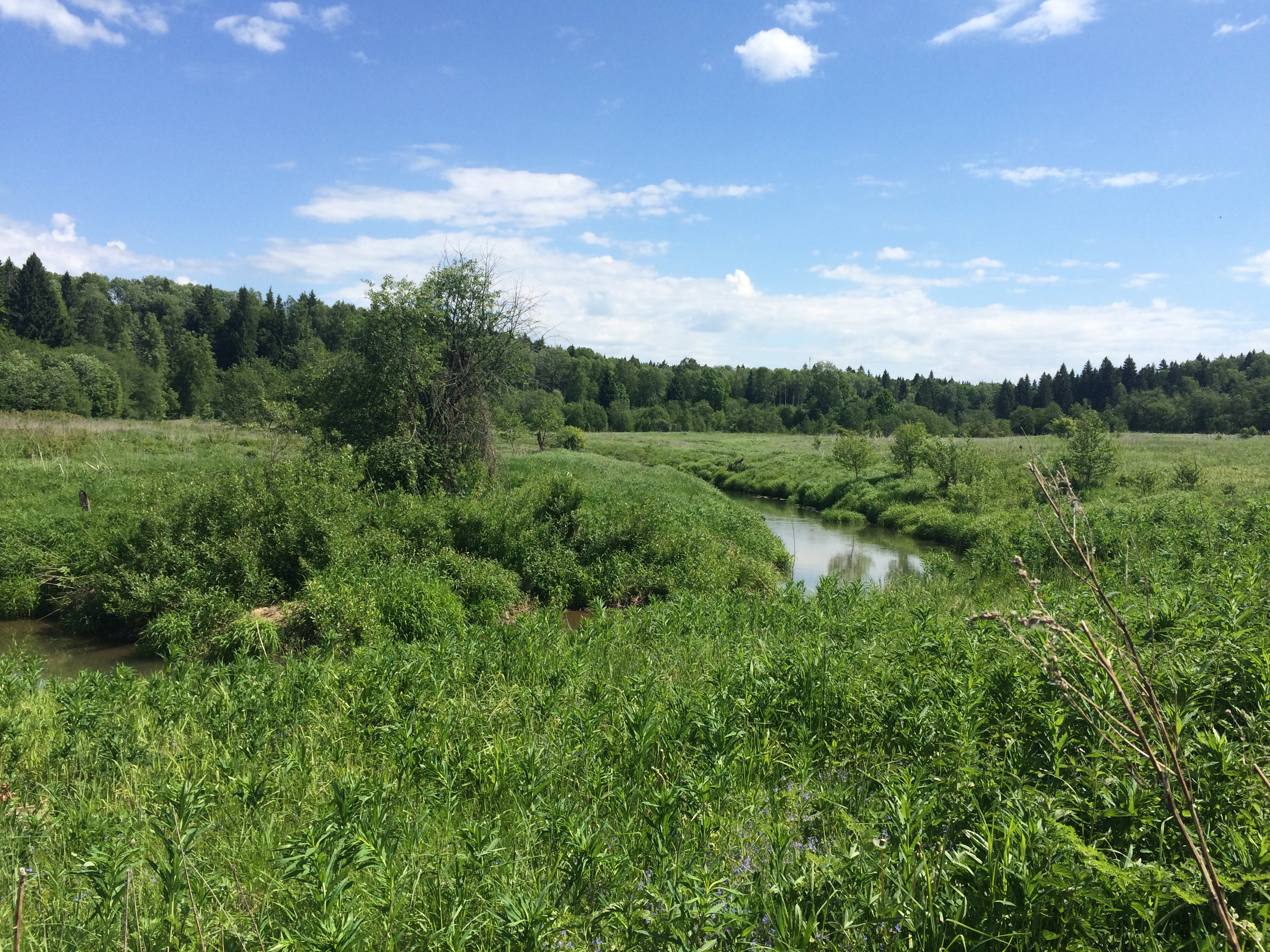
Река Веля
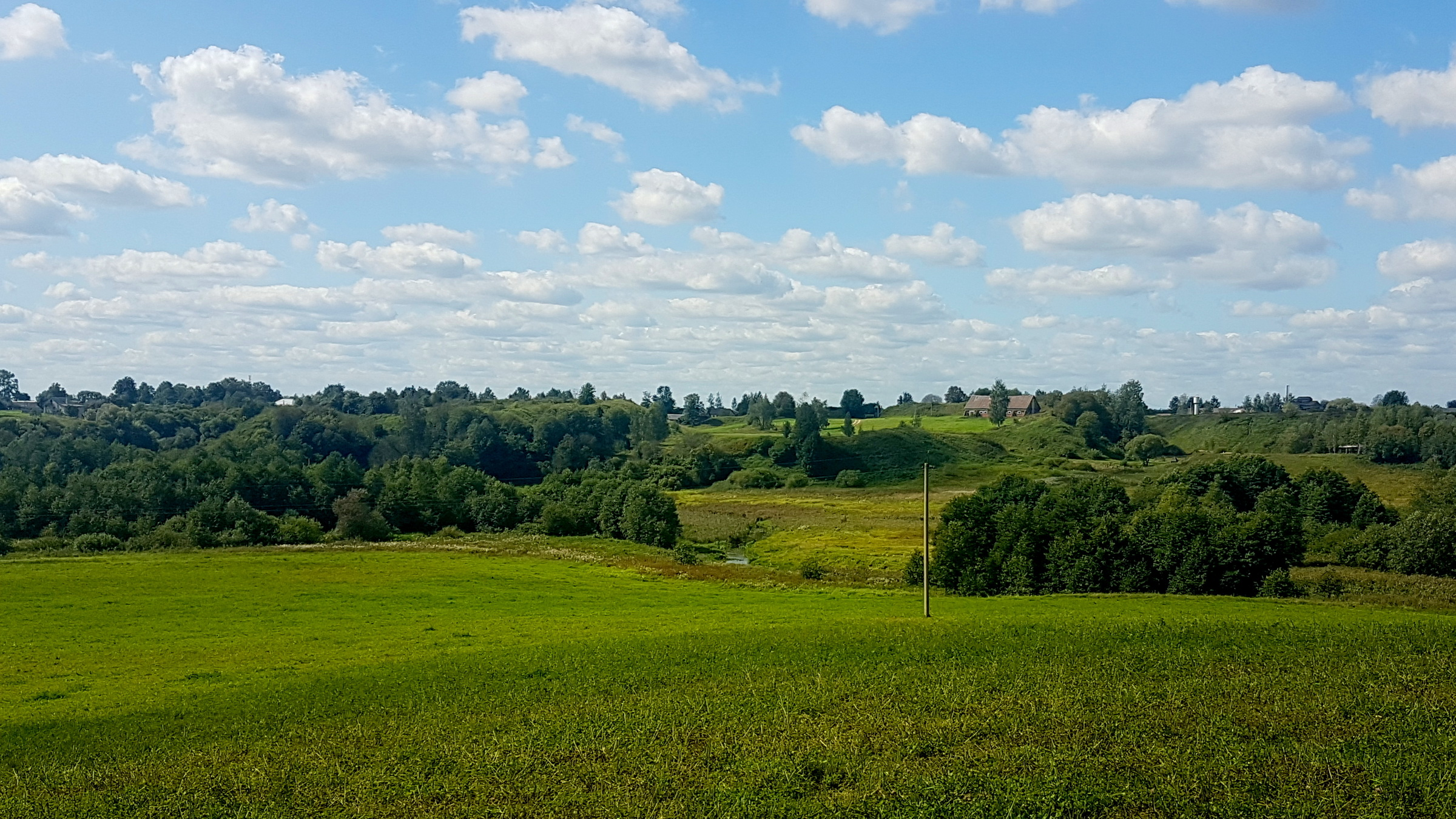
Друцкое городище
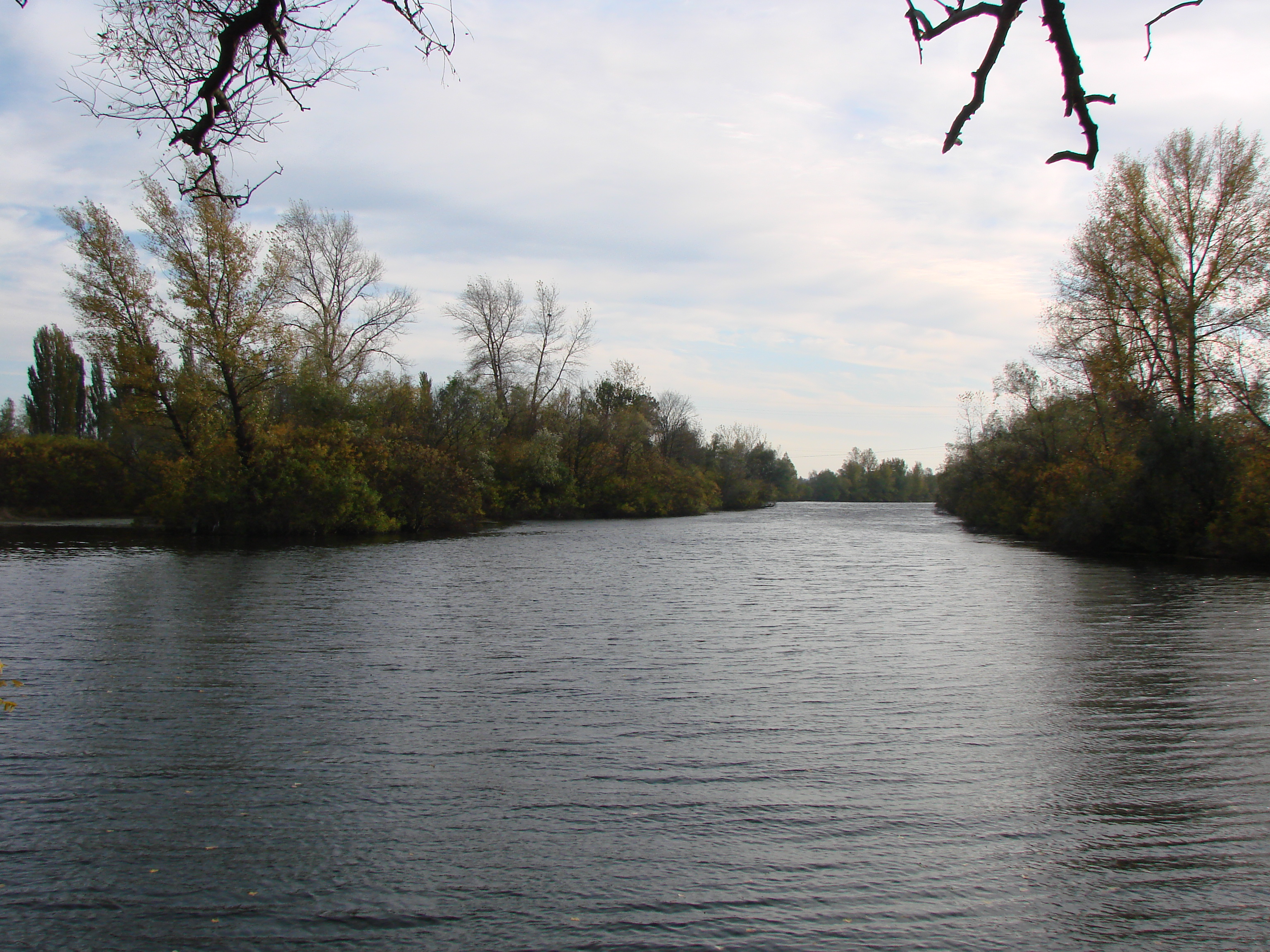
Протока Черторой у Труханова острова

### Стояние на реке Влене
Первой целью похода стало Владимиро-Суздальское княжество. В качестве стратегического резерва и гарнизона Чернигова на случай атаки Рюриком Ростиславичем были оставлены дружины Ярослава Всеволодовича и Игоря Святославича новгород-северского и половина половцев. Святослав с Всеволодом курским и другой частью половцев выступил на северо-восток, соединился с новгородцами и новоторжцами и встретился на реке Влене с владимирским войском, усиленным рязанскими и муромскими союзниками.
После двух недель стояния Святослав предложил одному из войск перейти реку для битвы, но Всеволод не отреагировал, как и на просьбы своей дружины начать сражение. Рязанцы совершили налёт на черниговский обоз, но потерпели частное поражение от Всеволода курского. Святослав всё же надеялся на военное решение, но время работало против него. Началась оттепель, и Святославу пришлось уйти в направлении Новгорода, отпустив Всеволода курского и сына Олега на юг. Он лишь сжёг г. Дмитров.

### Осада Друцка
Дружины Всеволода курского и Олега Святославича сменили дружины Ярослава Всеволодовича и Игоря Святославича на роли черниговского гарнизона, а те вместе с половцами двинулись на север, на соединение с полоцкими князьями против Давыда смоленского. Туда же двигался с новгородцами с севера Святослав.
Давыд сел в осаду в Друцке, городе своего союзника Глеба Рогволодовича. Давыд попытался навязать сражение отдельно Ярославу, Игорю и половцам ещё до подхода Святослава, но им удалось этого избежать, использовав реку Друть в качестве естественной преграды. Когда же пришёл Святослав, Давыд вырвался из города и ушёл в Смоленск. Ольговичи не стали его преследовать и атаковать Смоленск, сожгли острог Друцка и вернулись на юг.

### Сражение у Долобского озера
При приближении Ольговичей с севера Рюрик покинул Киев и ушёл в Белгород. Святослав въехал в пустой Киев, таким образом полностью восстановился статус-кво на начало 1180 года. Однако, Рюрик атаковал Игоря и половцев, охранявших переправу через Днепр, у Долобского озера.
Чёрные клобуки и полк Мстислава Владимировича напали на обоз противника, но потерпели поражение от половцев. Вмешательство главных сил во главе с воеводой Рюрика Лазарем решило исход сражения в пользу Мономаховичей. Сражение закончилось разгромом Игоря и половцев. Среди убитых были два хана, брат Кончака хан Елтук и Козёл Сотанович, а шестеро (два сына Кончака, Тотоур, Бякуб, Кунчуюк и Чугай) попали в плен, Игорь и Кончак спаслись в одной ладье на Городец к Чернигову.

## Итоги
После стояния на Влене Ярополк Ростиславич сел в Торжке и стал атаковать суздальские земли на Волге. Тогда Всеволод с муромцами и рязанцами, пока новгородцы были под Друцком, атаковал Торжок, и после 5-недельной осады захватил его и пленил Ярополка Ростиславича. Уже в конце 1181 года Владимиру Святославичу пришлось покинуть Новгород (весной 1182 его место занял представитель Всеволода, Ярослав Владимирович), и только тогда Всеволод отпустил Глеба Святославича из плена, и тот женился на дочери Рюрика Ростиславича и получил Канев в Поросье. Было организовано бракосочетание свояченицы Всеволода и Мстислава Святославича. Следствием союза стал совместный поход против волжских булгар в 1183 году. Влияние Всеволода в Рязани сохранилось и было упрочено в 1186 году.
Конфликты Ольговичей с Ростиславичами на несколько лет улеглись, однако из-за стремления Святослава к владению всей Киевщиной возобновились к его смерти (1194) и особенно после неё.

## Поход как образец воинского искусства
Поход стал образцом воинского искусства периода политической раздробленности на Руси за полвека до монгольского нашествия. Святослав воспользовался преимуществом инициатора кампании и последовательно дважды концентрировал две трети своих сил против трети сил своих противников (на Влене и под Друцком; третий раз против трети сил противников выделил только треть своих и потерпел поражение, но получение земель на правобережье Днепра, бывшее целью всей кампании, стало прямым следствием именно этого столкновения). При этом сам Святослав и одна треть его сил (новгородцы) прошли в общей сложности примерно по 2 тыс. км. Что касается других двух третей его сил (чернигово-северские дружины и половцы), то они прошли примерно по 1,5 тыс. км за счёт того, что действовали посменно (во время похода одной части вторая «отдыхала», лишь прикрывая Чернигов от возможного нападения Рюрика). Также важным решением Святослава стало то, что половцы использовались только в соединениях с дружинами русских князей (вероятно, для повышения устойчивости).
За время кампании встречались следующие ключевые решения:
- оставление Киева Святославом без атаки противника для сосредоточения всех сил на левобережье Днепра;
- расположение владимирских войск за оврагом у р. Влены, ожидание ухода Святослава из-за приближения весенней распутицы;
- расположение войск Ярослава и Игоря за рекой под Друцком;
- попытка Давыда навязать бой половине сил противника до подхода другой;
- вход Давыда в Друцк для прикрытия крепостной стеной при изменении соотношения сил в неблагоприятную сторону;
- прорыв Давыда из осаждённого Друцка, чтобы избежать поражения в бою;
- непреследование Святославом Давыда, чтобы не атаковать затем более мощные укрепления Смоленска;
- оставление Киева Рюриком для обороны Овруча и других крепостей Киевщины без атаки противника.

Это свидетельствует о том, что на Руси была высоко поставлена разведка, и войска были способны избегать столкновений до достижения запланированной концентрации. Также примечательно, что русские войска были способны свободно перемещаться по местностям средней полосы в зимнее время года.